# リノール酸-11-リポキシゲナーゼ
リノール酸-11-リポキシゲナーゼ（linoleate 11-lipoxygenase）は、リノール酸代謝酵素の一つで、次の化学反応を触媒する酸化還元酵素である。
リノール酸 + O2 {\displaystyle \rightleftharpoons } (9Z,12Z)-(11S)-11-ヒドロペルオキシオクタデカ-9,12-ジエン酸
反応式の通り、この酵素の基質はリノール酸とO2、生成物は(9Z,12Z)-(11S)-11-ヒドロペルオキシオクタデカ-9,12-ジエン酸である。
組織名はlinoleate:oxygen 11S-oxidoreductaseで、別名に
- linoleate dioxygenase, manganese lipoxygenase

がある。